# Divertículo gigante de colon
El divertículo gigante de Colon es una rara complicación de la diverticulosis colonica, esta consiste en el continuo agrandamiento de uno o múltiples divertículos cuya aparición es más frecuente en borde antisimetrico del colon, especialmente en colon sigmoides en un 75-90%, esta "posiblemente se desarrolle luego de que el estrechamiento inflamatorio del cuello de un pseudodivertículo causa un mecanismo de válvula de bola que atrapa el gas en el divertículo y hace que se agrande".

## Epidemiologia
Principalmente se ven afectados los adultos mayores a 65 años en un 30-45% y muy rara vez en pacientes menores a 40 años,  aunque no debe excluirse que puede presentarse en personas más jóvenes.
Su tamaño promedio es mayor a los 4 cm e incluso puede llegar a medir 29 cm.

## Clasificación
Se pueden clasificar en 3 tipos.
1. Pseudodiverticulos o Tipo 1: Este es el más frecuente. Solo compromete la pared mucosa y submucosa de la región afectada. En su pared pueden encontrarse restos de muscularis mucosa y verdadera muscularis. En este se produce un aumento de tamaño del pseudodiverticulo secundario a infecciones por bacterias anaerobias o por un mecanismo valvular unidireccional.
2. Inflamatorio o tipo 2: Secundario a perforación de la serosa y formación de un absceso pericolonico (Fuera de la pared)
3. Verdadero Divertículo o Tipo 3: Es el menos frecuente. Se produce con mayor frecuencia en colon Derecho, este compromete todas las capas de la pared del colon y su patogénesis no es clara. Se dice que su probable origen es congénito.

## Cuadro Clínico
Los signos y síntomas pueden presentarse de forma aguda o incluso el paciente puede estar asintomático:

### No inflamatorios
- Dolor
- Estreñimiento
- Hinchazón
- Náuseas
- Vómitos
- Diarrea
- Sensibilidad
- Sensación de masa abdominal

### Inflamatorios
Se presentan frecuentemente por complicaciones frecuentemente por perforación.
- Dolor
- Leucocitosis
- Fiebre
- Peritonitis generalizada o localizada
- Hemorragia rectal

## Diagnóstico
El diagnóstico depende principalmente de los hallazgos de imagen y Examen Físico:
1. Examen Físico:Palpación de masa abdominal.
2. Radiografías simples de abdomen: En radiografías simples de abdomen puede observarse una estructura de pared lisa, llena de gas, redonda u ovalada, adyacente al colon sigmoide (con o sin niveles hidroaéreos). También conocido como el "signo del globo", este hallazgo fue evidente en las radiografías simples abdominales hasta en un 99%.
3. Tomografía computarizada multidetector:La tomografía computarizada multidetector es la técnica de imagen de elección y también lo es para otras complicaciones de la enfermedad diverticular del colon, como los abscesos y la fístula. Medio no invasivo para evaluar la presencia de Divertículo gigante de colon, su tamaño, ubicación, conexión con el intestino, el contenido y el espesor de la pared; así como el mesenterio circundante y la grasa engrosada circundante indicativa de inflamación reciente. Posee alta sensibilidad, y es más efectiva que el enema de bario para identificar la comunicación entre la cavidad divertículo gigante de colon y el tracto gastrointestinal
4. Enema Baritado o soluble en agua: El colon por enema de contraste bario o soluble en agua puede ayudar al diagnóstico del divertículo gigante de colon en el cual se observan las características de la pared, tamaño y si hay malignidad. Este procedimiento puede mostrar la comunicación entre el divertículo gigante de colon y el intestino. La pared del Divertículo gigante de colon debe ser lisa y regular. El flujo de material de contraste que fluye hacia el divertículo, junto con bordes irregulares se debe levantar sospechas de cambios inflamatorios o neoplásicos crónicos.

## Tratamiento
"Es importante el tratamiento temprano por el alto índice de complicaciones".

### Quirúrgicas
- Resección simple del divertículo gigante de colon, ya que la comunicación con el lumen no siempre está presente esta puede ser amplia y fácil de suturar, aunque es preferible evitarla ya que existe un riesgo constante de dehiscencia debido a que el cuello diverticular con frecuencia es ancho y el tejido circundante es inflamatorio.

- Resección quirúrgica del segmento del colon afectado esta técnica es la más utilizada y recomendada ya que con esta puede evidenciarse otros divertículos vecinos y una de las cosa más importantes es que podemos evitar complicaciones.

- Colectomia Laparoscópica

### No Quirúrgicas
Estas se pueden considerar en pacientes que rechazan la cirugía y pacientes de alto riesgo para solucionar o tratar la inflamación aguda que generalmente son seguidos por un proceso quirúrgico.
- Drenage percutáneo
- Colocación de stend en cuello del divertículo con drenaje a la luz colonica.
- Antibióticos

## Diagnóstico Diferencial
```
# Cistitis enfisematosa
[
8
]
```

1. Divertículo gigante de duodeno
2. Divertículo gigante de Meckel
3. Fístula Biliodigestiva
4. Pseudoquiste pancreático
5. Volvulo del sigma
6. Absceso
7. Duplicación intestinal

## Complicaciones
1. Obstrucción intestinal por adherencias[9]
2. Vólvulo[10]
3. Perforación
4. Peritonitis
5. Abscesos